# Rådet for Socialt Udsatte
 Der er for få eller ingen kildehenvisninger i denne artikel, hvilket er et problem. Du kan hjælpe ved at angive troværdige kilder til de påstande, som fremføres i artiklen.

Rådet for Socialt Udsatte er nedsat af socialministeren og har som uafhængigt råd til formål at rådgive regeringen og Folketinget om, hvordan social udsathed kan forebygges og afhjælpes.
Rådet blev oprettet af Socialministeriet i april 2002.
Fokus for rådets arbejde er mennesker, der enten lever i, eller er i risiko for at ende i social udsathed. Eksempelvis mennesker, der lever i eller på kanten til hjemløshed, lever med afhængighed af stoffer, alkohol eller gambling, lever med psykiske lidelser, salg af sex, og/eller langvarig arbejdsløshed og fattigdom. Særligt når disse optræder i kombination og kræver nye løsninger på tværs af fagområder.
Rådet for Socialt Udsatte arbejder under, men er uafhængigt af Social-, Bolig- og Ældreministeriet. Rådet har tidligere haft sekretariat i ministeriet, men dette blev udskilt i 2012. Sekretariatet blev i 2016 som del af regeringens udflytning af statslige arbejdspladser flyttet til Rønne. 
Rådet medlemmer udpeges af socialministeren for en fireårig periode. De nuværende medlemmer blev udpeget af Astrid Krag (S) for perioden 2022-2026.

## Medlemmer af rådet[3]
- Kira West, formand for Rådet for Socialt Udsatte, direktør i Hjem til Alle alliancen
- David Adrian Pedersen, næstformand for Rådet for Socialt Udsatte, formand for De Anbragtes Vilkår i perioden 2016-2024
- Christina Strauss, gademedarbejder hos Stenbroens Jurister
- Cliff Kaltoft, sekretariatschef for Landsforeningen af Væresteder
- Heinz Wolf, chefkonsulent i Kirkens Korshær
- Knud Kristensen, landsformand i SIND – Landsforeningen for psykisk sundhed fra 2009-2021
- Majbrit Berlau, generalsekretær for Sex & Samfund, bestyrelsesformand for Driftsfonden Mændenes Hjem
- Nina Brünés, faglig koordinator for socialsygeplejerskerne i Region Hovedstaden